# Ratno Dolne

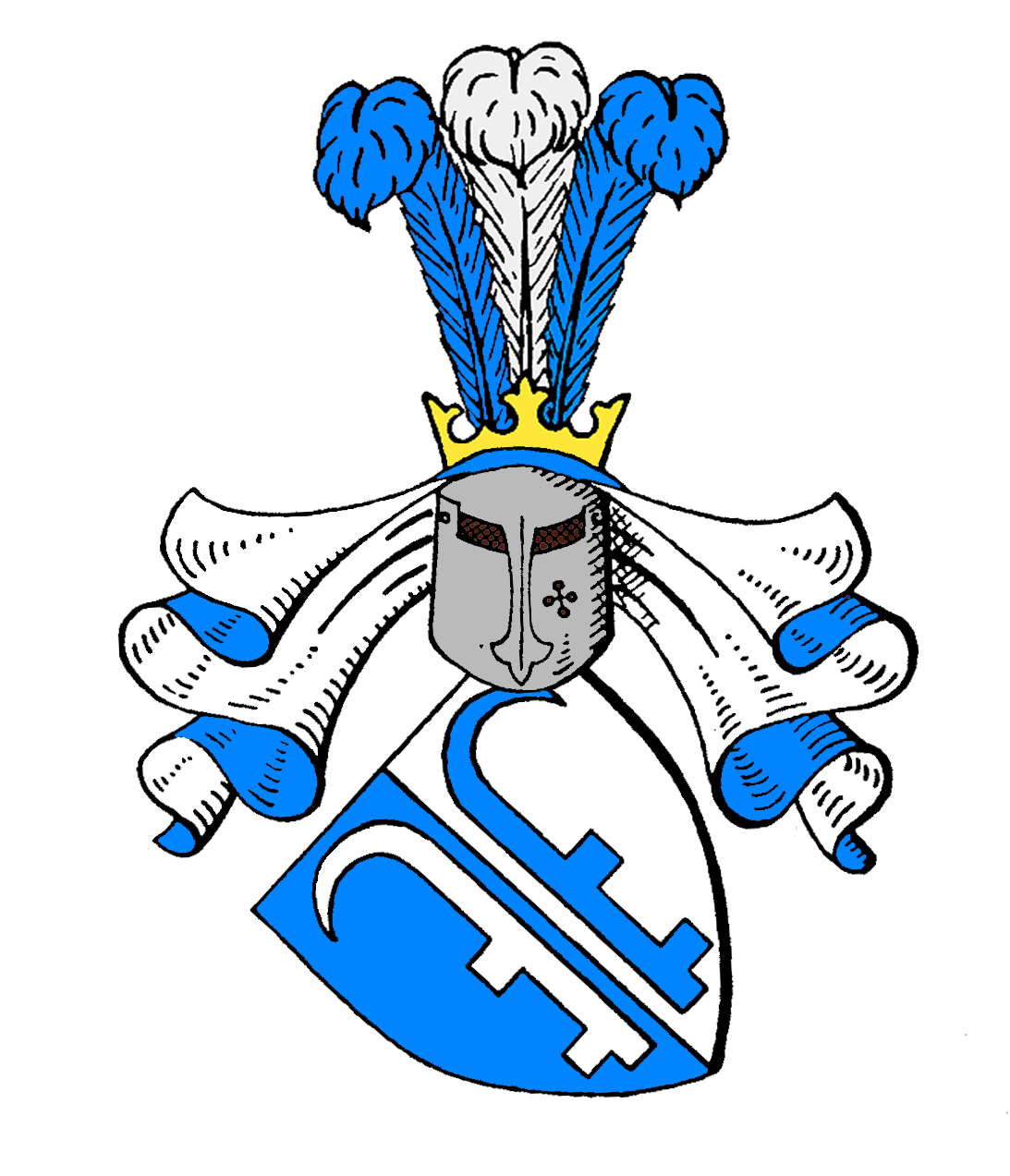
Herb Mosch

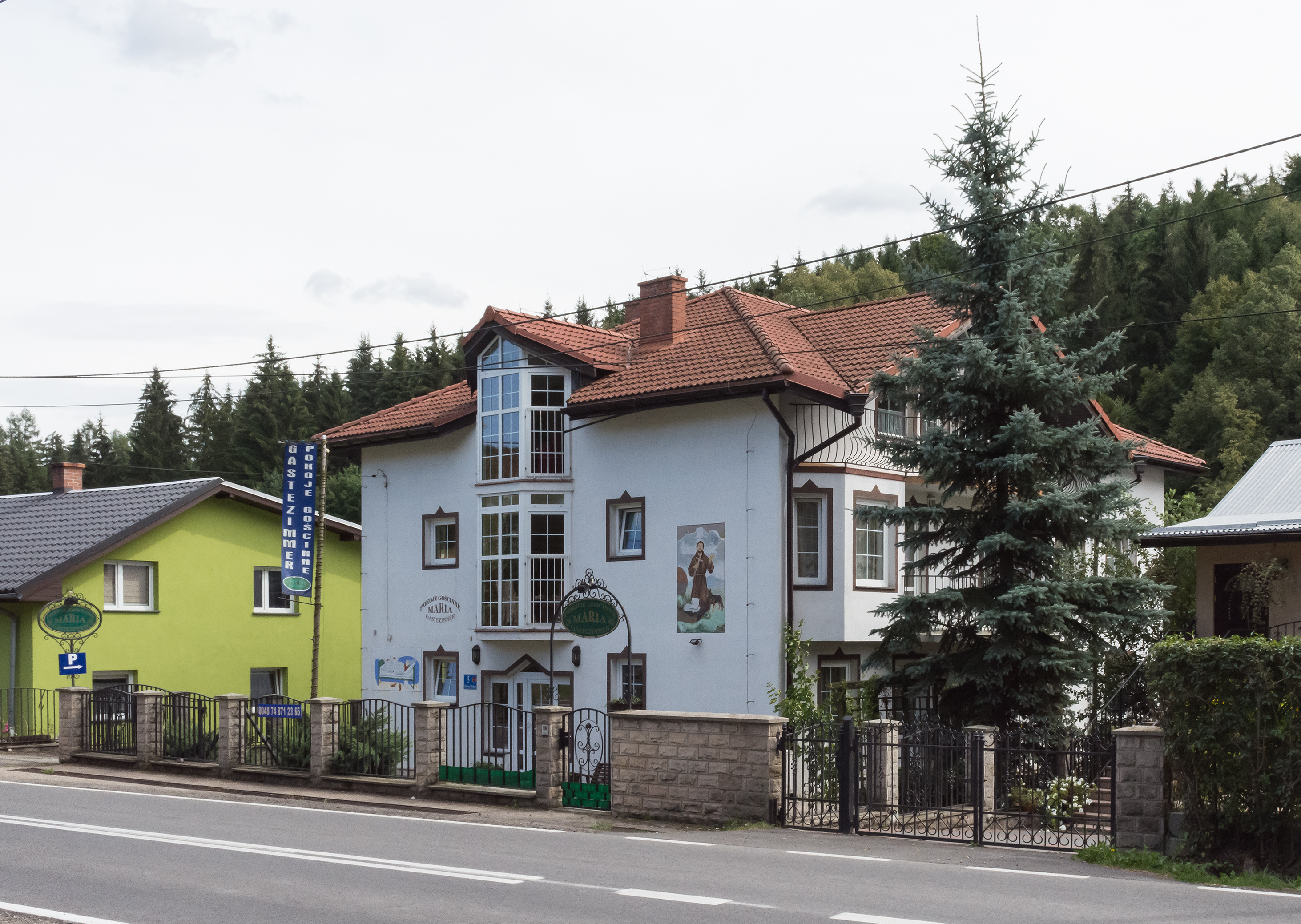
Pensjonat "Maria" w Ratnie Dolnym

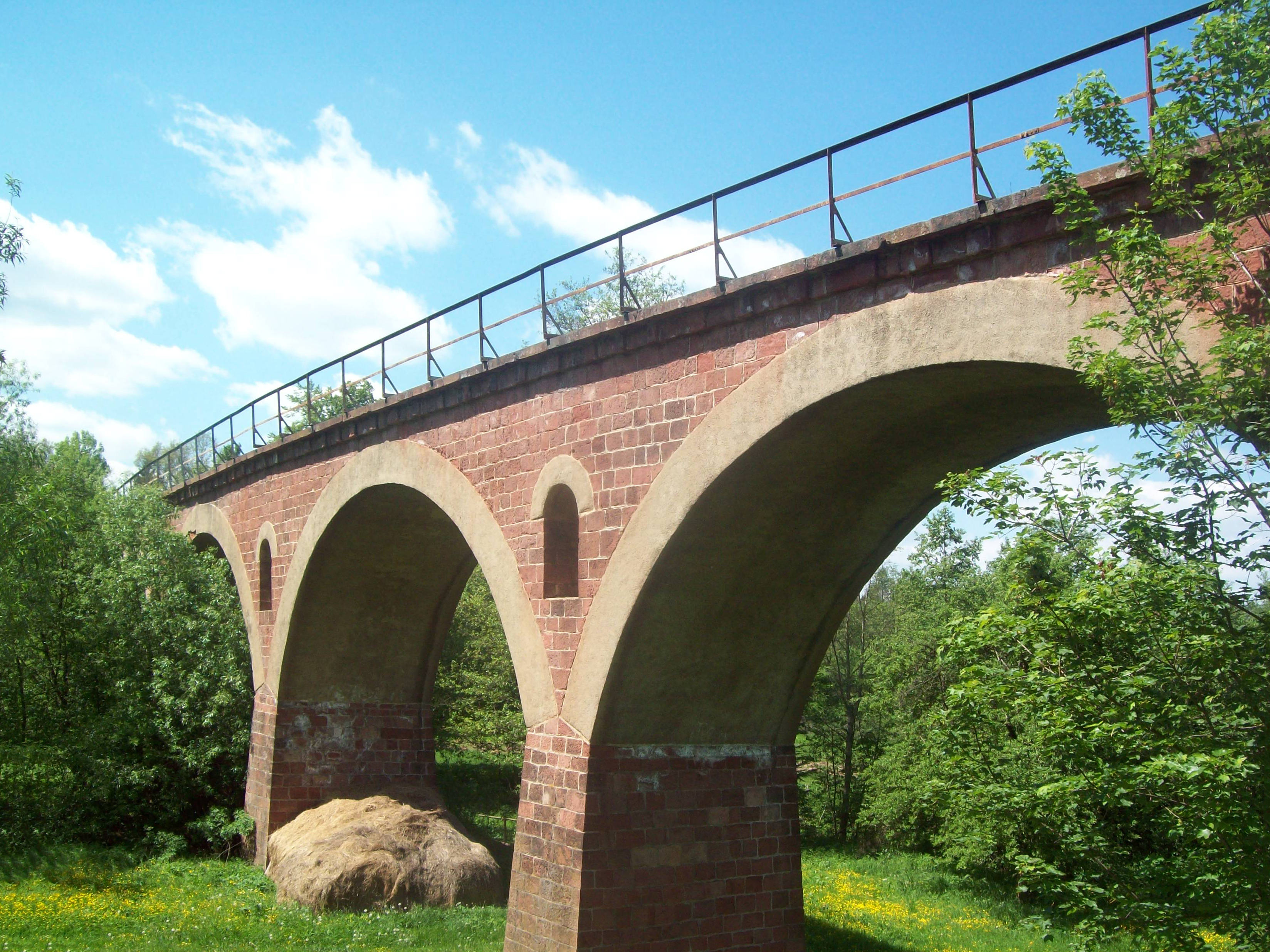
Wiadukt kolejowy w Ratnie Dolnym

Ratno Dolne (niem. Niederrathen) – wieś w Polsce, położona w województwie dolnośląskim, w powiecie kłodzkim, w gminie Radków, pomiędzy Radkowem a Wambierzycami.
Ratno Dolne to duża wieś łańcuchowa ciągnąca się wzdłuż Posny, pomiędzy Górami Stołowymi na południu a Wzgórzami Ścinawskimi, na wysokości około 350–360 m n.p.m.
| SIMC    | Nazwa             | Rodzaj |
| ------- | ----------------- | ------ |
| 0854972 | Nowy Świat        | osada  |
| 0854989 | Ratno-Wambierzyce | osada  |

## Historia
Nazwa miejscowości i zamku wymieniona jest po raz pierwszy w dokumencie z 1347 roku jako Ratin. Prawdopodobnie jeszcze w XI wieku w okresie walk pomiędzy Piastami a Przemyślidami o ziemię kłodzką istniała tu strażnica. W połowie XIV wieku dobra w Ratnie Dolnym należały do rodziny von Muschin. W 1645 wieś zdobyli i splądrowali Szwedzi. W 1840 roku w miejscowości były 122 domy, 3 folwarki, młyn wodny i gorzelnia. W roku 1903 do Ratna Dolnego doprowadzono linię kolejową, ze stacją Ratno Dolne, miejscowość stała się popularnym punktem wyjścia pielgrzymek do Wambierzyc.
W latach 1954-1972 wieś była siedzibą gromady Ratno Dolne. W latach 1975–1998 wieś administracyjnie należała do województwa wałbrzyskiego.

## Rolnictwo
W miejscowości działało państwowe gospodarstwo rolne – Gospodarstwo Hodowlano-Rolne Ratno Dolne, w roku 1993 wchodzące w skład Gospodarstwa Rolnego Skarbu Państwa Ścinawka Średnia. W roku 1994 zostało usamodzielnione jako Gospodarstwo Hodowlano-Rolne Skarbu Państwa Ratno Dolne.

## Zabytki
Według rejestru zabytków Narodowego Instytutu Dziedzictwa na listę zabytków wpisane są obiekty:
- zespół zamkowy:
  - zamek w Ratnie Dolnym z XV/XVI wieku, przebudowany w latach: 1563[11], 1677, i na początku XX wieku
  - park z XVII wieku, zmiany w drugiej połowie XIX wieku
  - oranżeria z końca XIX wieku
  - mury oporowe z XVII wieku, przebudowane w końcu XIX wieku

Inne zabytki:
- przy moście stoi kamienna polichromowana rzeźba św. Jana Nepomucena, pochodząca z 1727 roku
- kilka krzyży przydrożnych i kapliczek

## Szlaki turystyczne
Przez miejscowość przechodzi  Główny Szlak Sudecki ze Ścinawki Średniej do Karłowa.